# Cratere Donne
Donne è un cratere d'impatto presente sulla superficie di Mercurio, a 2,99° di latitudine nord e 13,93° di longitudine ovest. Il suo diametro è pari a 86 km.
Il cratere è dedicato al poeta britannico John Donne.